# Holleken
Holleken is een buurtschap in de Nederlandse gemeente Terneuzen, provincie Zeeland, en de Belgische gemeente Assenede, provincie Oost-Vlaanderen. De buurtschap ligt ten zuiden van Philippine. Holleken is gelegen op het kruispunt van de wegen: Hollekenstraat, Scheurhoekstraat en de Zwarte Sluispolderweg. Alleen een klein gedeelte ten noordoosten van het kruispunt hoort bij Nederland, de rest van de buurtschap hoort bij België. Holleken bestaat voornamelijk uit boerderijen.
Bij Holleken bevindt zich de Zwarte Sluis, een uitwateringssluis van de Vlietbeek.
Bij Holleken lag de Redoute Haesop, onderdeel van de Staats-Spaanse Linies, dit werd gebouwd iets voor 1604. Dit fort -aan Spaanse zijde- moest de linkeroever van de Braakmangeulen beschermen.
Deelgemeenten: Assenede · Bassevelde · Boekhoute · Oosteeklo

Overige dorpen en gehuchten: Bredestraat · Fonteine · Haantje · Hogevorst · Holleken (deels) · Landsdijk · Nieuwburg · Oosthoek · Posthoorn (deels) · Rijken · Triest · Vijfweegse

Belgische gemeenten · Arrondissement Eeklo · Oost-Vlaanderen · Vlaanderen
Steden: Axel · Biervliet · Philippine · Sas van Gent · Terneuzen

Dorpen: Hoek · Koewacht · Overslag · Sluiskil · Spui · Westdorpe · Zaamslag · Zandstraat · Zuiddorpe

Buurtschappen: Den Abeele · Altena · Axelschestraat · Batterij · Berdelingebuurte (deels) · Boerengat · Bontekoe · Boschdorp · Boschdorp · Bouchauterhaven · Cootjesdorp · De Sluis · Driedijk · Driekwart · Drieschouwen · Driewegen · Eendragt · Het Fort · Fort Ferdinandus · Griete · Hasjesstraat · Haven (deels) · Hazelarenhoek · Het Zand · Hoek van de Dijk · Holleken (deels) · Hoogedijk · Isabellahaven · Kampersche Hoek · Kijkuit · Klein Gent · Knol · De Kraag · Kruispad · Kwakkel · Magrette · Mauritsfort · Molenhoek · De Muis · Nieuwemolen · Nieuwlandse Molen · Othene · Oude Molen · Oude Polder · Paradijs · Passluis · Poonhaven · Posthoorn (deels) · De Put · De Ratte · Reedijk · Reuzenhoek · Rijgerij · Roodesluis · Schaapdijk · Schapenbout · Sint Andries · Steenovens · De Sterre · Stoppeldijkveer (deels) · Stroodorpe · Vaartwijk · Vaatje · Val · Varempé · Waterhuis · Watervliet · Wouterij · Wulpenbek · Zaamslagveer · Zandplaat · Zwartenhoek

Streekje: Tweekwart

Historische plaatsen: Axelsche Sassing · Noordhoek · De Stuiver · Triniteit · Vingerling

Zeeland: Steden en dorpen in Zeeland      Nederland: Provincies · Gemeenten